# سفارة موريتانيا في لندن
سفارة موريتانيا في لندن هي البعثة الدبلوماسية لموريتانيا في المملكة المتحدة.

## معرض الصُور

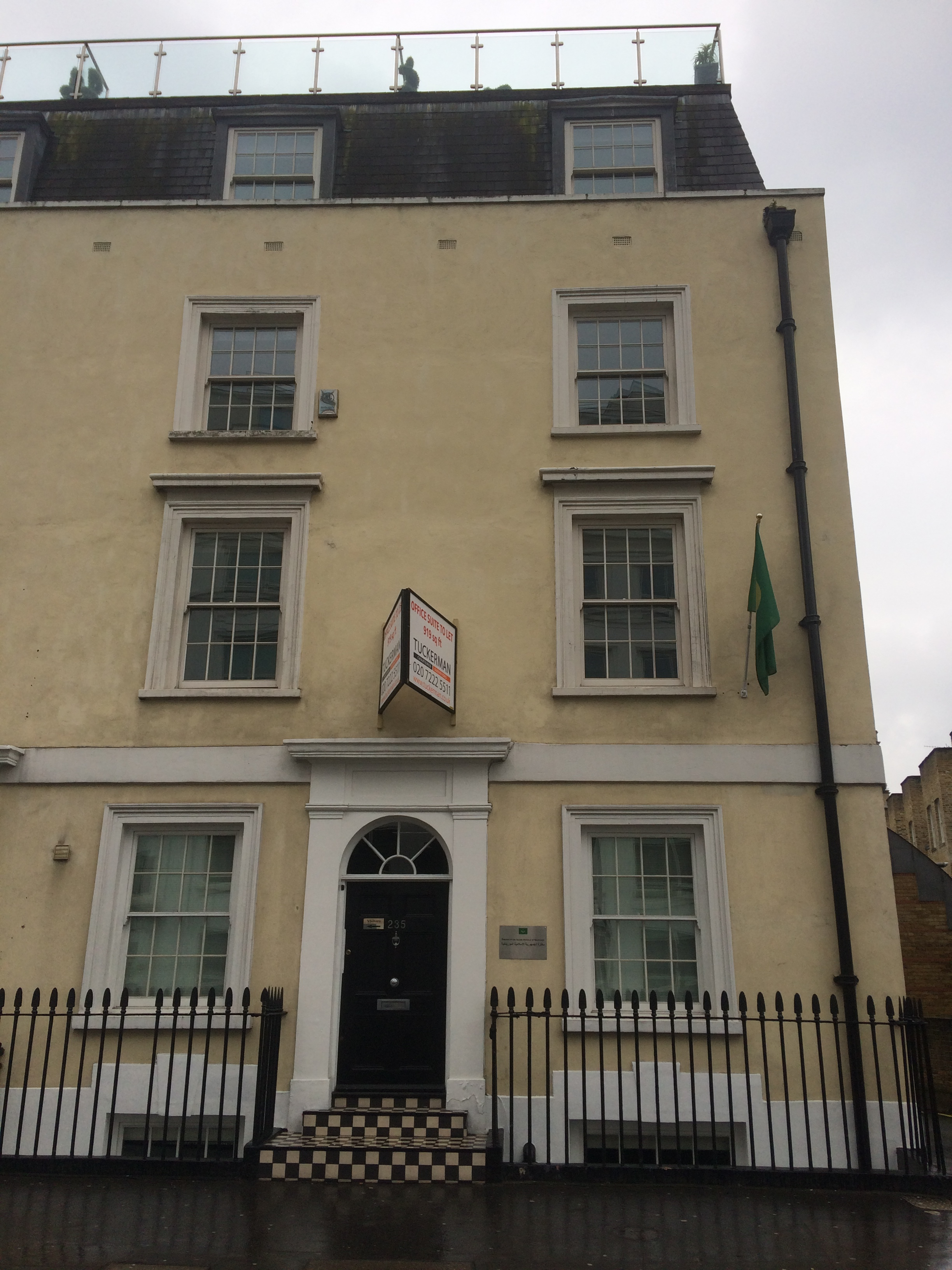
صُورة لمبنى السِّفارة
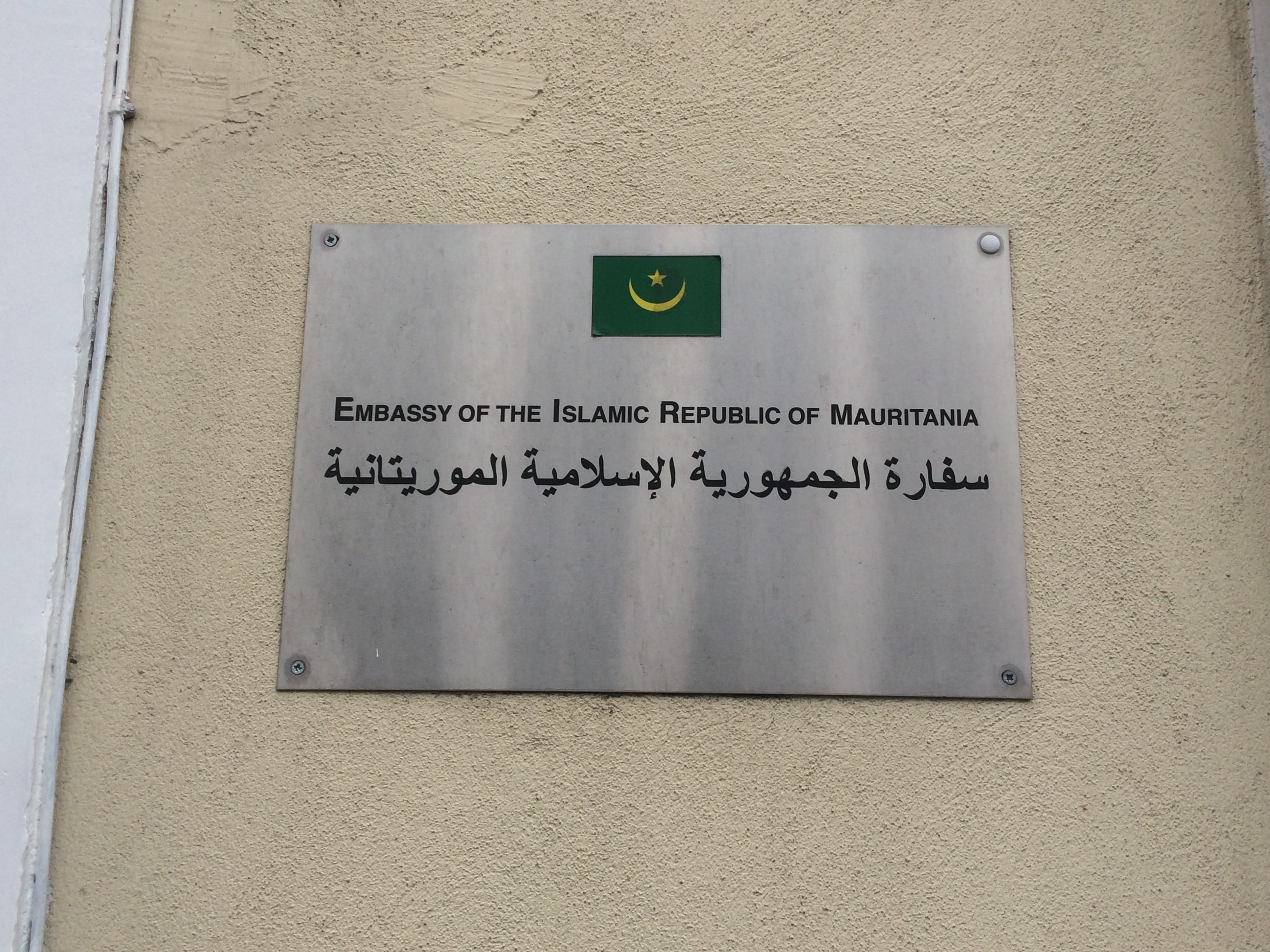
صُورة من على حائط السِّفارة